# Pau Claris i Casademunt
Pau Claris i Casademunt (1586 - Barcelona, 26 januari 1641) was een geestelijke, jurist en politicus uit Catalonië. Hij was afkomstig uit een familie van juristen uit Berga en had canoniek en civiel recht gestudeerd.
Hij werd in 1612 kanunnik in La Seu d'Urgell en werd bekend als verdediger van de kerkelijke voorrechten tegen de aanspraken van de koning. Rond 1626 was hij actief in Barcelona's rechtbanken, waar hij zich samen met Enric d'Alemany uit de stad Vic verzette tegen het besluit van de koning, die 16000 soldaten voor de oorlog eiste. In 1627 werd hij gekozen als vertegenwoordiger van zijn groep in de rechtbank (1632), waar hij economische rechten van de Kerk verdedigde tegen de intentie van de koning om belasting te heffen van geestelijken. In juli 1638, te midden van groeiende politieke onrust, werd hij gekozen als president van de Generalitat de Catalunya voor de periode 1638 - 1641.
Op 16 januari 1641 riep hij de Catalaanse Republiek uit onder bescherming van Frankrijk. Na zijn voortijdige overlijden werd hij opgevolgd door zijn neef Josep Soler. De omstandigheden van zijn dood zijn onduidelijk en volgens sommige historici zou het een politieke moord door vergiftiging geweest zijn.
In Barcelona is de straat Carrer de Pau Claris, het verlengde van de Via Laietana, naar hem genoemd.